# Love Wins All
Love Wins All è un singolo della cantante sudcoreana IU, pubblicato il 24 gennaio 2024.

## Descrizione
L'uscita del singolo, che anticipa l'extended play The Winning, viene annunciata il 15 gennaio 2024. Il titolo iniziale Love Wins viene successivamente cambiato in Love Wins All perché la frase era già in uso come slogan per commemorare la legalizzazione del matrimonio tra persone dello stesso sesso negli Stati Uniti.
Love Wins All tratta del valore dell'amore, della consolazione e del coraggio, ed esprime la speranza che il diffondere un messaggio d'affetto recante i propri sentimenti generi un circolo virtuoso di gentilezza. La ballata inizia con un'introduzione minimalista al pianoforte, permettendo di concentrarsi sulla voce sussurrata della cantante; il canto, inizialmente "leggero come una nuvola", cresce di forza e sicurezza con il proseguire della canzone, alzando la chiave 40 secondi prima della fine con "un'elegante esplosione".

## Video musicale
Il video musicale è diretto da Uhm Tae-hwa, che aveva già lavorato ai video per il tour di concerti Dlwlrma, tenuto da IU nel 2018 per festeggiare i dieci anni di carriera. La cantante gli ha chiesto di collaborare nuovamente dopo aver visto l'ultimo film del regista, Concrete Utopia. Il protagonista maschile è invece interpretato da V dei BTS, al quale IU ha inviato la canzone domandandogli di partecipare credendo che potesse essere adatto al ruolo.
IU e V interpretano una ragazza muta e un ragazzo cieco dall'occhio destro, che contano l'una sull'altro per sopravvivere in un mondo post-apocalittico distrutto da dei cubi volanti noti come Nemo che braccano gli esseri umani. Ferita ed esausta, la coppia si rifugia in un centro commerciale abbandonato, dove trova una vecchia videocamera dalla quale riesce a vedere il mondo come se non fosse mai stato invaso. Gli innamorati trascorrono la giornata fuggendo dalla loro realtà, festeggiando con una cena romantica e scattando foto nuziali vestiti con un abito da sposa e uno smoking trovati nel centro commerciale. La loro fantasia viene infine infranta quando vengono trovati da un Nemo, e la videocamera cattura gli ultimi momenti insieme prima che di loro rimangano solo gli abiti, che cadono dall'alto andando ad aumentare il volume di una montagna di indumenti lì accanto.
Secondo l'interpretazione del regista, i Nemo rappresentano la discriminazione contro i protagonisti, ed estensivamente le discriminazioni e l'oppressione prevalenti nella vita quotidiana. La videocamera cattura un mondo precedente a quello attuale, non ancora andato in rovina, e rappresenta il filtro dell'amore; è anche un mezzo che consente di guardare le cose belle del mondo a prescindere dall'aspetto. Il vestito da sposa e lo smoking simbolizzano il cliché del frutto dell'amore. Nell'ultima inquadratura viene suggerito che i due si sollevino verso il cielo, a simboleggiare che sono liberi di volare via da ogni tipo di oppressione e paura, e i loro abiti che cadono dall'alto spingono a domandarsi se la forma, che nella realtà è considerata importante, sia simbolo della vera essenza.
Il video è stato oggetto di critiche perché, secondo alcuni, il fatto che i due protagonisti vedessero una versione migliore di sé attraverso la videocamera indicava che il lieto fine per i disabili fosse una vita senza disabilità.

## Accoglienza
| Recensione | Giudizio |
| ---------- | -------- |
| IZM        |          |
| NME        |          |

Yeom Dong-gyo di IZM ha ritenuto che Love Wins All portasse una "pioggia di conforto nel mondo caotico" e sottolineato l'atmosfera religiosa abbinata al canto chiaro e puro, trovando che l'intreccio tra l'esecuzione classica del pianoforte e l'orchestrazione incentrata sugli archi rivelassero la forza dell'arrangiamento. Rhian Daly di NME ha definito il brano "una nuova aggiunta alla spettacolare raccolta di ballate che [IU] ha creato nel corso dei suoi 16 anni di carriera" e scritto che fosse in grado di far sentire all'ascoltatore "ogni grammo di emozione" in modo naturale, guidandolo con il solo utilizzo della tonalità vocale e del testo.
È figurata al diciassettesimo posto nella lista delle 25 migliori canzoni K-pop del 2024 di NME e al secondo nell'analoga stilata da Billboard.

## Tracce
1. Love Wins All – 4:31 (testo: IU – musica: Seo Dong-hwan)

## Formazione
Accrediti adattati da Melon.
- IU – testi
- Seo Dong-hwan – musiche, arrangiamenti, batteria, basso, piano, sintetizzatore, arrangiamento archi, programmazione MIDI, registrazione
- Kang Butter – basso, sintetizzatore, cori, registrazione
- Song Hyun-jong – chitarra
- Shin Seung-gyu – tom-tom
- Park Chan-young – violoncello
- Yung String – archi
- Je-hwi – cori, registrazione
- Kim Hee-won – cori
- Son Myung-kap – registrazione
- Jung Ki-hong – registrazione
- Lee Chan-mi – registrazione
- Kwon Nam-woo – mastering
- Choi Jae-young – missaggio
- Na Soo-min – assistenza al missaggio

## Successo commerciale
Love Wins All è arrivata al primo posto di tutte le classifiche in tempo reale, giornaliere e settimanali dei servizi di streaming musicale sudcoreani e ha debuttato al primo posto della Circle Digital Chart. Ha raggiunto la posizione #25 sulla Billboard Global 200, la #3 sulla Billboard US World Digital Song Sales e la #80 sulla Billboard Japan Hot 100.

## Classifiche

### Classifiche settimanali
| Classifica (2024) | Posizione massima |
| ----------------- | ----------------- |
| Corea del Sud     | 1                 |
| Hong Kong         | 10                |
| Indonesia         | 23                |
| Singapore         | 11                |
| Taiwan            | 6                 |

### Classifiche di fine anno
| Classifica (2024) | Posizione |
| ----------------- | --------- |
| Corea del Sud     | 5         |